# Litblogs.net
litblogs.net – Literarische Weblogs in deutscher Sprache ist ein Literaturlabel, das die Internetseite litblogs.net und die Literaturzeitschrift litblogs.net Lesezeichen umfasst und durch den  Kleinverlag edition taberna kritika vertreten wird.

## Internetseite
litblogs.net – Literarische Weblogs in deutscher Sprache ist ein Portal für und Online-Magazin aus Autorenblogs. Schwerpunkte dieses Angebots liegen auf der Präsentation, Verbreitung, Dokumentation und Archivierung von literarischen Schreibprozessen, der Förderung des Austauschs der  Autoren untereinander sowie der Beobachtung von und Beschäftigung mit Entwicklungen des literarischen Felds im Kontext kontinuierlicher Medienumbrüche.
litblogs.net erscheint seit 2004 und wurde gegründet und herausgegeben von Markus A. Hediger und Hartmut Abendschein. Seit Herbst 2008 erfolgt die Herausgabe unter Chris Zintzen-Bader und Hartmut Abendschein. Für litblogs.net schrieben und schreiben Autoren wie Alban Nikolai Herbst, Sudabeh Mohafez, Benjamin Stein, Matthias Kehle, Stan Lafleur, Aléa Torik, Franz Dodel, Guido Rohm, E. A. Richter, Hartmut Abendschein, Florian Voß, Jan Kuhlbrodt, Norbert W. Schlinkert, René Hamann und Chris Zintzen-Bader. Durch Kooperationen mit Foren und Verlagsblogs, wie beispielsweise  Der goldene Fisch bzw. Urs Engelers „roughblog“ erscheinen dort auch Beiträge von Christoph W. Bauer, Mirko Bonné, Nadja Einzmann, Marjana Gaponenko, Sylvia Geist, Thorsten Krämer, Sünje Lewejohann, Hendrik Rost, Hans Thill, Nikolai Vogel, Elke Erb, Christian Filips, Werner Hamacher, Bruno Steiger, Dominik Riedo.
litblogs.net wird durch das Projekt DILIMAG des Innsbrucker Zeitungsarchivs langzeitarchiviert.